# Онохой
Онохо́й (бур. Нохой) — посёлок городского типа в Заиграевском районе Республики Бурятия. Административный центр городского поселения «Посёлок Онохой».
Население — 9143 чел. (2025).
В посёлке — станция Онохой Восточно-Сибирской железной дороги на Транссибирской магистрали.

## География
Расположен на левом берегу реки Уда (приток Селенги), напротив впадения в неё по правому берегу речек (ручьёв) Онохой; на Заиграевском шоссе, части региональной автодороги 03К-010; в 4—5 км от восточных границ городского округа Улан-Удэ (40 км от центра города), в 17 км к северо-западу от районного центра — пгт Заиграево.

## История
Основание посёлка в 1899 году связано с Транссибирской магистралью и строительством здесь узловой станции с лесопильным заводом (не работал в 1922—1925 годах). Государственный лесопильный завод, уже при Советской власти, начал работу после ремонта 25 ноября 1925 года. Производил пиломатериалы для Забайкальской железной дороги.
Летом 1924 года археологическая экспедиция Восточно-Сибирского отдела РГО обнаружила у села стоянку. Были найдены каменные орудия, обломок бронзового ножа, обломки керамики.
В декабре 1928 года был создан сельскохозяйственный коллектив «Заря».
В 1931 году начала работать сельскохозяйственная опытная станция. Онохойская комплексная овоще-семеноводческая мелиоративная опытная станция Министерства сельского хозяйства РСФСР работала до 1956 года.
1 августа 1937 года при сельскохозяйственной опытной станции начала работать электростанция мощностью 10 кВт, освещавшая также посёлок.
В январе 1938 года начал работать шпалорезный завод треста «Бурмонголлес».
В конце 1930-х годов была построена пристань на Уде для выгрузки сплавного леса. Начало свою деятельность Онохойское лесоперевалочное предприятие, куда входили лесо- и шпалозаводы.
9 сентября 1954 года Онохою присвоен статус рабочего посёлка.

## Население
| 1959    | 1970    | 1979    | 1989    | 2009    | 2010    | 2011    | 2012    |
| ------- | ------- | ------- | ------- | ------- | ------- | ------- | ------- |
| 8402    | ↗10 133 | ↗10 430 | ↗10 715 | ↘10 644 | ↗10 689 | ↘10 666 | ↘10 660 |
| 2013    | 2014    | 2015    | 2016    | 2017    | 2018    | 2019    | 2020    |
| ↗10 689 | ↘10 650 | ↗10 676 | ↗10 759 | ↗10 890 | ↘10 844 | ↘10 829 | ↗10 837 |
| 2021    | 2023    | 2024    | 2025    |         |         |         |         |
| ↘9323   | ↘9235   | ↘9176   | ↘9143   |         |         |         |         |

## Экономика
Железнодорожная станция, заготовка и переработка древесины, военная часть, предприятие по переработке молочной продукции, другие предприятия пищевой промышленности.

## Достопримечательности

### Рождественская церковь
Рождественская церковь — православный храм, относится к Улан-Удэнской епархии Бурятской митрополии Русской православной церкви.

## Родились в Онохое
- Крадин, Николай Николаевич — академик РАН, российский историк и археолог.
- Шипицын, Владимир Андреевич — хирург, заслуженный врач РСФСР (1957). Участник Великой Отечественной войны — ведущий хирург 94-й стрелковой дивизии, в августе 1945 года — нейрохирург 36-й армии[30].